# Sad zjelanij
Sad zjelanij (russisk: Сад желаний) er en sovjetisk spillefilm fra 1987 af Ali Khamrajev.

## Medvirkende
- Marianna Velizjeva som Asja
- Irina Sjustaeva som Valerija
- Olga Zarkhina som Tomka
- Galina Makarova
- Mikhail Brylkin